# Mayagüez, Portoriko
Mayagüez je osmo največje  mesto v Portoriku. Ustanovljeno je bilo pod imenom »Nuestra Señora de la Candelaria«, znano pa je tudi kot »La Sultana del Oeste« (Sultanka Zahoda), »Ciudad de las Aguas Puras« (Mesto čistih voda) ter »Ciudad del Mangó« (Mesto Manga). 6. aprila 1894 je Kraljevina Španija mestu podelila uradni naziv »Excelente ciudad de Mayagüez« (Imenitno mesto Mayagüez).

## Javne storitve

### Splošna in požarna varnost
Za izvrševanje zakona v mestu skrbita Policijska uprava Mayagüez in Državna policijska uprava Portorika. Prvi gasilski korpus je bil v mestu ustanovljen leta 1876.

## Mednarodni odnosi
V mestu najdemo dva sedeža mednarodnih veleposlaništev v Portoriku:
- Dominikanska republika[6]
- Madžarska (Častni konzulat)[7]

### Pobrateni mesti
- Quiroga
- Cartagena

## Priporočeno branje
- (špansko) Gaudier, Martín, Genealogías, Biografías e Historia del Mayagüez de Ayer y Hoy y Antología de Puerto Rico, 1957.